# Karen Longaric
Karen Longaric Rodríguez (née le 6 août 1956 à Sucre) est une avocate, professeure, chroniqueuse et femme politique bolivienne. Elle est ministre des Affaires étrangères de la Bolivie durant le gouvernement intérimaire de Jeanine Áñez, entre 2019 et 2020.
Au sein du ministère bolivien des Affaires étrangères, elle a aussi été directrice des organisations internationales et directrice des affaires juridiques et des traités internationaux,.

## Biographie
Karen Longaric est née à Sucre le 6 août 1956. Elle est diplômée en droit de l'université supérieure de San Andrés (UMSA) de La Paz et titulaire d'un doctorat en droit international et études juridiques de l'université de La Havane. Elle travaille comme fonctionnaire dans le domaine des affaires étrangères à partir de 1980. Elle occupe à deux reprises des fonctions importantes au ministère des Affaires étrangères de la Bolivie, d'abord en tant que directrice des organisations internationales, puis en tant que directrice des affaires juridiques et des traités internationaux.

### Ministre des Relations extérieures
Le 13 novembre 2019, elle est nommée ministre des Relations extérieures par la présidente intérimaire Jeanine Áñez. Son objectif principal est de renforcer les liens avec d'autres pays, en particulier avec ceux où les relations ont été rompues durant le gouvernement d'Evo Morales, comme les États-Unis et le Canada, tout en éloignant la Bolivie des alliés puissants de Morales. Peu après sa prise de fonction, elle annonce le retrait de l'appui du pays à l'égard du gouvernement de Nicolás Maduro et promet son soutien au président de l'Assemblée nationale vénézuélienne, Juan Guaidó,.  Son annonce du retrait de la Bolivie de l'Alliance bolivarienne pour les Amériques  et son adhésion ultérieure au Groupe de Lima témoignent aussi du nouvel alignement du pays. 
Le 15 novembre 2019, Karen Longaric expulse 725 citoyens cubains, pour la plupart des médecins, après avoir exprimé des inquiétudes quant à leur implication présumée dans les manifestations qui secouent le pays,. En janvier 2020, son ministère suspend ses relations avec Cuba en réponse aux propos tenus par le ministre des Affaires étrangères cubain Bruno Rodríguez Parrilla, qui a qualifié Jeanine Áñez de « menteuse », de « putschiste » et de présidente « autoproclamée », en référence à ses dernières déclarations sur le rôle des médecins cubains en Bolivie.